# Adriana Barraza
Adriana Barraza (Toluca, 5 maart 1956) is een Mexicaans actrice. Zij werd in 2007 genomineerd voor onder meer een Academy Award, een Golden Globe en een Screen Actors Guild Award voor haar bijrol in Babel. Eerder was ze te zien in onder meer het eveneens door Alejandro González Iñárritu geregisseerde Amores perros.
Barraza is in eigen land niet alleen bekend van de film, maar tevens door haar rollen in diverse Spaanstalige televisieseries. Engelstalige kijkers kunnen haar ook zien tijdens eenmalige gastoptredens in ER (2007) en CSI: Miami (2008).
Barraza trouwde in 2005 met Arnaldo Pipke, met wie ze daarvoor meer dan dertig jaar samenwoonde.

## Filmografie
*Exclusief televisiefilms
| - We Can Be Heroes (2020) - Penny Dreadful: City of Angels (2019) - Rambo: Last Blood (2019) - Dora and te lost city of gold (2019) - Al otro lado del muro (On The Other Side Of The Wall (2018) - First Law (2017) - Todo lo demás (2016) - Perros (2016) - Entrenando a mi papá (2015) - The 33 (2015) - Wild Horses (2015) - Cake (2014) - Night Has Settled (2014) - Guten Tag, Ramón (2013) - First Law (2013) - El secreto del medallón de jade (2012) - Mariachi Gringo (2012) - El cartel de los sapos (2011) - Thor (2011) - From Prada to Nada (2011) | - And Soon the Darkness (2010) - Te presento a Laura (2010) - Cerro Bayo (2010) - Burning Palms (2010) - Sucedió en un día (2010) - Revolución (2010) - Tres piezas de amor en un fin de semana (2009, aka Love on a Wkend) - Drag Me to Hell (2009) - Rage (2009) - Henry Poole Is Here (2008) - Babel (2006) - La segunda noche (2001) - Amores perros (2000, aka Love's a Bitch) - La paloma de Marsella (1999) - La primera noche (1998) |

- Biblioteca Nacional de España: XX5597914
- Gemeinsame Normdatei: 141089016
- International Standard Name Identifier: 0000 0001 1510 8266
- Library of Congress Control Number: no2007022559
- Nationale Bibliotheek van Israël: 987007446254905171
- Système universitaire de documentation: 143145851
- Virtual International Authority File: 14542623
- WorldCat: E39PBJpV4tcYYQhBX4JPQV63Qq